# テリーサ・パーマー
テリーサ・パーマー（Teresa Palmer [təri:sə ṕɑmɚ], 1986年2月26日 - ）は、オーストラリアの女優。「テレサ・パーマー/テレサ・パルマー」とも表記される。

## 来歴
オーストラリアの南オーストラリア州の州都アデレードにて生まれ、同地で育った。父親は投資家、母親は看護師でありカトリシズムの宣教師でもあった。彼女の名は宣教師でもあった母親によりマザー・テレサに因んでTeresaと名付けられた。両親は彼女が3歳の時に離婚し、その後父親が再婚したため、義理の兄弟二人と異母姉妹が2人いる。
地元アデレードにある私立の高校に通った。在学中はコットンオンなどいくつかの衣料品店で働いていた。卒業後、地元のタレント・エージェントに見出されたことがきっかけで、演技の経験はなかったものの『明日、君がいない』に出演することになった。彼女はこの作品で 2006年度オーストラリア映画協会賞の主演女優賞にノミネートされた。
その後はハリウッドに移り、映画『ジャンパー』にキャスティングされるが、後に脚本の書き換えにより役を失ってしまう。そのショックで数カ月オーストラリアに帰国するが 、2006年『呪怨 パンデミック』でハリウッド・デビューした。
2007年に本格的にハリウッドに移り、アダム・サンドラーの『ベッドタイム・ストーリー』などに出演。

## 主な出演作品

### 映画
| 年   | 日本語題 原題                                         | 役名                         | 備考                                             | 吹き替え                                      |
| ---- | ----------------------------------------------------- | ---------------------------- | ------------------------------------------------ | --------------------------------------------- |
| 2005 | ウルフクリーク/猟奇殺人谷 Wolf Creek                  | プールパーティの参加者       | 日本劇場未公開                                   | 不明                                          |
| 2006 | 明日、君がいない 2:37                                 | メロディ                     | オーストラリア映画協会賞主演女優賞ノミネート     | 伊東久美子                                    |
| 2006 | 呪怨 パンデミック The Grudge 2                        | ヴァネッサ                   |                                                  | 大島美幸（劇場公開版） 須藤絵里花（ソフト版） |
| 2007 | ディセンバー・ボーイズ December Boys                  | ルーシー                     |                                                  | 小笠原亜里沙                                  |
| 2008 | 氷の素肌 ネイキッド・シンドローム Restraint           | デイル                       | 日本劇場未公開                                   | （吹き替え版なし）                            |
| 2008 | ベッドタイム・ストーリー Bedtime Stories              | バイオレット・ノッティンガム |                                                  | 小林沙苗                                      |
| 2010 | 魔法使いの弟子 The Sorcerer's Apprentice              | ベッキー・バーンズ           |                                                  | 佐古真弓                                      |
| 2011 | アイ・アム・ナンバー4 I Am Number Four                | ナンバー6                    |                                                  | 小松由佳                                      |
| 2011 | パーティー・ナイトはダンステリア Take Me Home Tonight | トリ・フレダーキング         | 日本劇場未公開                                   | 本名陽子                                      |
| 2011 | Wish You Were Here                                    | ステフ・マッキーニー         |                                                  | N/A                                           |
| 2011 | Bear                                                  | エメリ                       | 短編映画                                         | N/A                                           |
| 2011 | Quirky Girl                                           | クレア                       | コメディサイト「Funny or Die」、ショートコメディ | N/A                                           |
| 2013 | ウォーム・ボディーズ Warm Bodies                      | ジュリー・グリジオ           |                                                  | 潘めぐみ                                      |
| 2013 | 愛と栄誉 Love and Honor                               | キャンダス                   | 日本劇場未公開                                   | （吹き替え版なし）                            |
| 2013 | Skum Rocks!                                           |                              |                                                  | N/A                                           |
| 2014 | インフェクション/感染 Parts Per Billion               | アンナ                       |                                                  | 勝田詩織                                      |
| 2014 | カットバンク Cut Bank                                 | カサンドラ・スティーリー     | 日本劇場未公開                                   | 北村幸子                                      |
| 2014 | The Ever After                                        | エヴァ                       | 兼脚本・製作                                     | N/A                                           |
| 2014 | 殺し屋チャーリーと6人の悪党 Kill Me Three Times       | ルーシー・ウェブ             |                                                  | 弓場沙織                                      |
| 2015 | 聖杯たちの騎士 Knight of Cups                         | カレン                       |                                                  | ミルノ純                                      |
| 2015 | X-ミッション Point Break                              | サムサラ                     |                                                  | 田中晶子                                      |
| 2016 | きみがくれた物語 The Choice                           | ギャビー・ホランド           | [ 13 ]                                           | 冬馬由美                                      |
| 2016 | トリプル9 裏切りのコード Triple 9                     | ミシェル・アレン             |                                                  | 不明                                          |
| 2016 | ライト/オフ Lights Out                                | レベッカ                     |                                                  | 潘めぐみ                                      |
| 2016 | ハクソー・リッジ Hacksaw Ridge                        | ドロシー・シュッテ           |                                                  | 武田華                                        |
| 2016 | キングのメッセージ Message from the King              | ケリー                       | 日本劇場未公開                                   | 佐古真弓                                      |
| 2017 | ベルリン・シンドローム Berlin Syndrome                | クレア                       |                                                  | （吹き替え版なし）                            |
| 2017 | 2:22                                                  | サラ                         | 日本劇場未公開                                   | 真壁かずみ                                    |
| 2019 | ライド・ライク・ア・ガール Ride Like a Girl           | ミシェル・ペイン             |                                                  |                                               |
| 2022 | The Twin                                              | レイチェル                   |                                                  | N/A                                           |
| 2024 | フォールガイ The Fall Guy                             | イギー・スター               |                                                  | 朝井彩加                                      |

### テレビ
| 年        | 日本語題 原題                                           | 役名                 | 備考         | 吹き替え                          |
| --------- | ------------------------------------------------------- | -------------------- | ------------ | --------------------------------- |
| 2018‐2022 | ディスカバリー・オブ・ウィッチズ A Discovery of Witches | ダイアナ・ビショップ | 計25話出演   | 内田真礼（U-NEXTでシーズン1のみ） |
| 2023      | クリアリング 囚われの子供たち The Clearing              | フレイア・ヘイウッド | ミニシリーズ |                                   |